# Fotboll vid panamerikanska spelen 2015
Fotboll vid panamerikanska spelen 2015 spelades i Hamilton, Ontario, Kanada under perioden 11–26 juli 2015.

## Medaljfördelning

### Medaljörer
| Gren                | Guld      | Silver   | Brons     |
| Damernas turnering  | Brasilien | Colombia | Mexiko    |
| Herrarnas turnering | Uruguay   | Mexiko   | Brasilien |

### Medaljtabell
| Pl. | Nation    | Guld | Silver | Brons | Totalt |
| --- | --------- | ---- | ------ | ----- | ------ |
| 1   | Brasilien | 1    | 0      | 1     | 2      |
| 2   | Uruguay   | 1    | 0      | 0     | 1      |
| 3   | Mexiko    | 0    | 1      | 1     | 2      |
| 4   | Colombia  | 0    | 1      | 0     | 1      |